# Rolende de Gerpinnes
 (février 2017).
Rolende de Gerpinnes ou Sainte Rolende, née au VIIIe siècle et décédée à Villers-Poterie (actuellement en Belgique) vers 774 est une fille du roi Didier de Lombardie, roi des Lombards et exilé en Gaule, et de sa femme Ansia. Selon la croyance populaire, refusant et fuyant un mariage imposé car souhaitant se consacrer à Dieu, elle pris la fuite vers un monastère de Cologne où elle comptait se réfugier mais mourut en chemin d'épuisement.
Son culte et sa légende se développèrent dans l’Entre-Sambre-et-Meuse, particulièrement à Gerpinnes où une « marche » est annuellement organisée en l'honneur de la sainte. Liturgiquement sainte Rolende est commémorée le 13 mai.

## Éléments de biographie
Aussi connue sous le nom de Désirée (ou Didière dans la littérature), Rolende serait née en 754 à Pavie, capitale du royaume Lombard. En 769, sur une idée de Bertrade de Laon, elle est promise à Charlemagne pour former une alliance avec les Lombards. Elle est toutefois répudiée en 771. Le roi Didier menace alors l'État Pontifical, ce qui déclenche les hostilités avec Charlemagne, sollicité par Adrien 1er pour protéger ses intérêts. Battu par Charlemagne à Pavie (774), Didier, le roi des Lombards, est condamné à vivre avec sa famille en exil, en Gaule septentrionale, à l'abbaye Saint-Pierre de Corbie (Picardie). Une version de la légende propose que sa fille Rolende, que l’on disait de grande beauté, y est promise en mariage à Oger, fils du roi des Écossais, un allié des Lombards. Cependant Rolende désire se consacrer à Dieu dans la virginité : elle refuse le mariage.
Fuyant la contrainte paternelle, Rolende se met en route pour rejoindre le couvent de Sainte-Ursule à Cologne, dit également ‘des Onze Mille vierges’. Tombant malade, elle cherche un refuge où s'établir. La légende voudrait qu'un de ses suivants, étant monté dans un chêne, aperçoive une bâtisse au loin. Elle s'y rend et fait halte au château-ferme de Villers-Poterie où elle meurt . L’année retenue par la tradition est 774.

## Culte et folklore
D'après la tradition populaire, Rolende, sentant sa fin arriver, demanda un prêtre à son arrivée à Villers-Poterie et s'alita. A cette époque, la paroisse la plus proche était située à Gerpinnes, le bourg voisin. On confia à un aveugle boiteux d'aller chercher le prêtre pour lui administrer les derniers sacrements. Revenant avec lui au chevet de la princesse, elle le bénit et il retrouva instantanément la vue. La considérant immédiatement comme ‘sainte’, le peuple transporta en procession son corps embaumé dans l’église paroissiale de Gerpinnes où elle fut inhumée dans une sépulture digne de son rang. Un culte se mit directement en place autour de sa tombe, et d'autres miracles survinrent, augmentant grandement sa popularité. c'est ainsi que les pèlerins commencèrent à affluer.
En mai 1103 Otbert, le prince-évêque de Liège, visite personnellement Gerpinnes pour y vénérer la sainte. Il décide de faire exhumer le corps et de rassembler les os de sainte Rolende en une châsse qui est placée dans la crypte de l’église de Gerpinnes.

Plus tard – l’année exacte n’est pas connue - les paroissiens de Gerpinnes décident d’organiser chaque année à la Pentecôte une procession religieuse portant la châsse contenant les reliques de la sainte à travers tout le domaine paroissial de Gerpinnes, d'église en chapelle. Ainsi la procession suivrait un itinéraire qui au fil du temps allait devenir immuable, retraçant les limites de l’ancien domaine paroissial, et visitant les villages et hameaux actuels d'Hymiée, Hanzinne, Tarcienne, Bertransart, Les Flaches, Joncret, Acoz, Villers-Poterie, Gougnies, Fromiée et Gerpinnes.

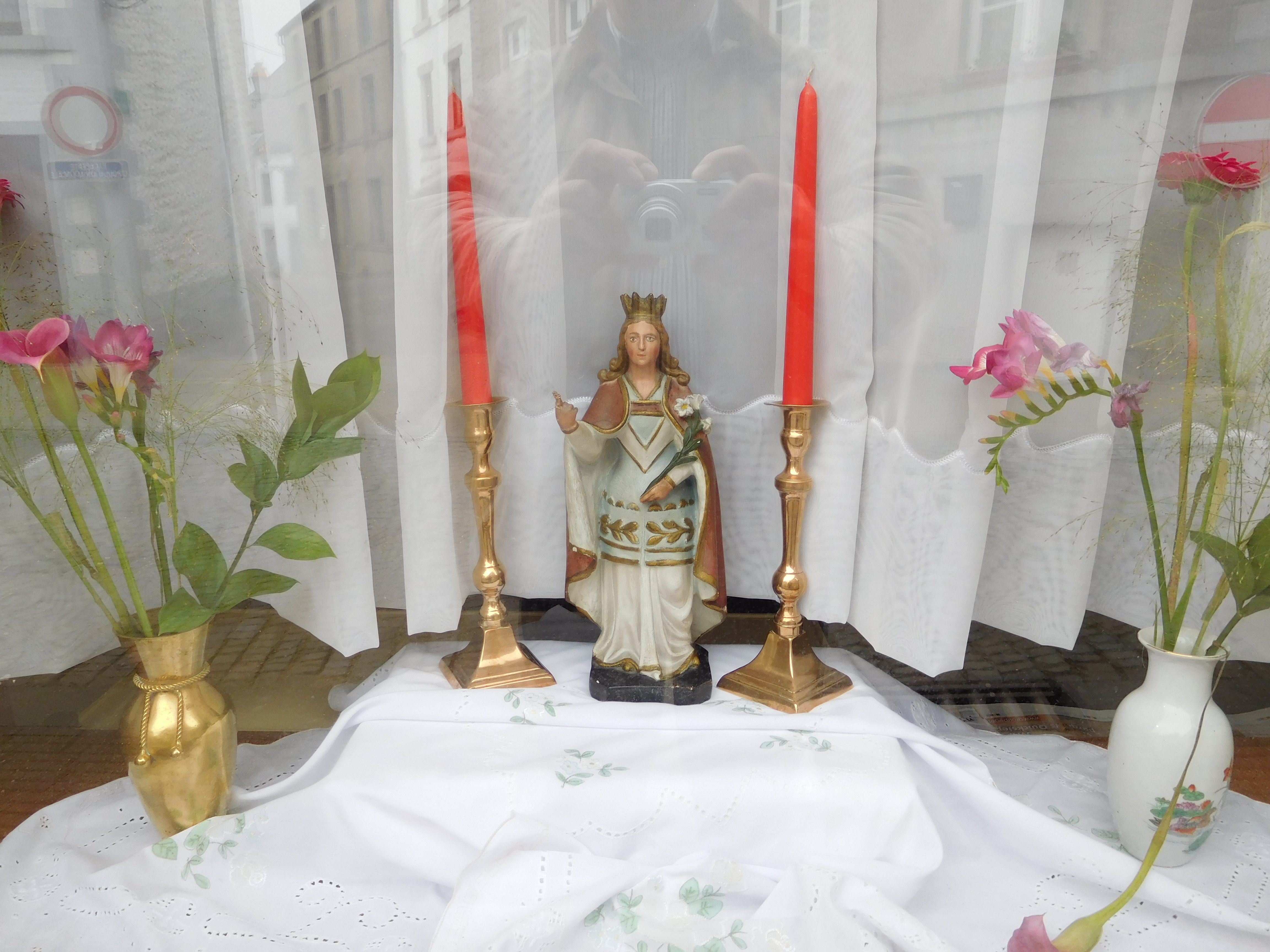
Autel de fenêtre, préparé pour le jour de la 'Marche Sainte Rolende'

Cette dévotion religieuse était destinée à demander protection contre malédictions ou maléfices pour tous ceux qui vivaient dans le périmètre parcouru. La procession renforçait l’unité des hameaux en une paroisse, et permettait de recevoir pour l’église paroissiale (de Gerpinnes) les oboles des églises filiales.
Conservés dans un précieux reliquaire, des milices villageoises furent constituées pour protéger les restes de la Sainte. Cette pratique perdura, et donna naissance à la  procession religieuse dans sa forme actuelle, devenant la « Marche Sainte-Rolende », centre névralgique des Marches de l'Entre-Sambre-et-Meuse. Toujours très populaire, elle rassemble tous les ans, le lundi de Pentecôte, plusieurs milliers de « marcheurs » en costume d’époque. Elle fait partie du folklore régional.

## Le reliquaire

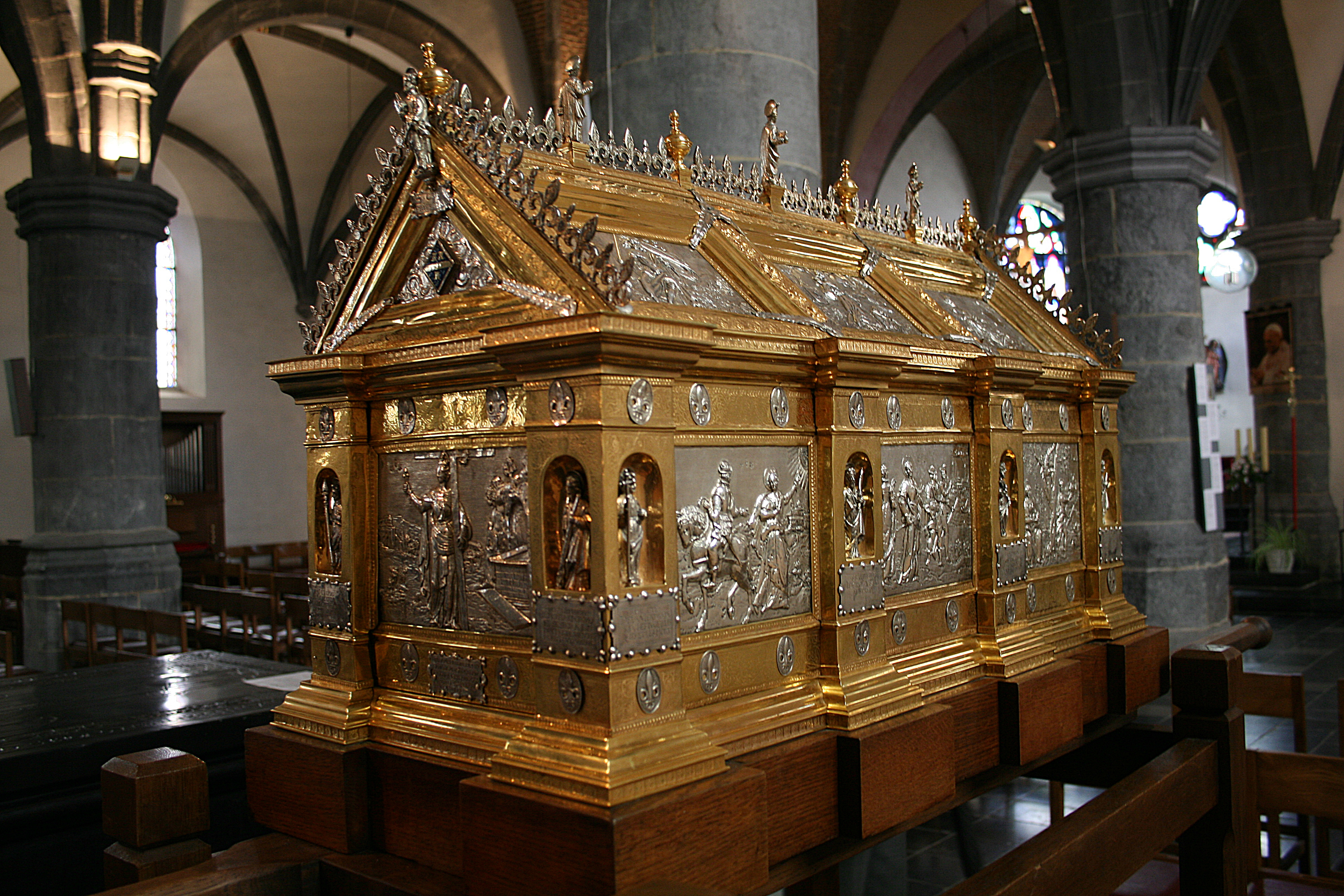
La châsse de sainte Rolende (œuvre de Henri Libert)

Chez les catholiques, adeptes du culte des saints, il est d'usage que les restes d'une personne canonisée soient conservés dans des reliquaires destinés à la vénération de ces reliques par les paroissiens et pèlerins. Si une précédente châsse a abrité le corps de Sainte-Rolende dès le XIIe siècle, celle que nous connaissons aujourd'hui date de la fin du XVIe siècle. Chef-d'œuvre d'orfèvrerie, elle a été réalisée au prix de 553 florins par l'artiste namurois Henri Libert, sous l'impulsion d'Hélène de Huy, mère abbesse de Moustier-sur-Sambre et Dame de Gerpinnes. Le 13 mai 1599, Mgr. J. Blasaeux, évêque de Namur, se chargea de la translation des reliques dans la nouvelle châsse. Celle-ci est faite d'une armature en cuivre doré rehaussé de plaques d'argent sur lesquelles figurent les différents épisodes de la légende de Sainte-Rolende, le Credo mais aussi Hélène de Huy sous les traits de Sainte-Hélène et Saint-Michel, patron de la paroisse.
A ce jour, la châsse est accompagnée de la Confrérie Sainte-Rolende à chacune de ses sorties et escortée de deux cavaliers porteurs d'un fanion. Les accompagnateurs sont issus d'anciennes familles gerpinnoises, entièrement dévouées à la Sainte pour absoudre des péchés commis par leurs aïeux. Cette tradition remonte à des temps immémoriaux et est encore effective aujourd'hui, les confrères et consœurs transmettant leur noble fonction à leurs enfants.